# Entraîneurs des Kings de Sacramento
Le tableau suivant est un récapitulatif des différents entraîneurs des Kings de Sacramento au fil des saisons.
Le poste d'entraîneur est actuellement occupé par Doug Christie. 

## Légende
| MC | Matchs coachés                                        |
| V  | Victoires                                             |
| D  | Défaites                                              |
| %V | Pourcentage de victoires                              |
| *  | A passé toute sa carrière d'entraîneur avec les Kings |
|    | Élu au Hall of Fame en tant qu'entraîneur             |

## Entraîneurs
Remarque : Les statistiques sont correctes jusqu'à la fin de la saison 2024-2025.
| #                       | Nom                | Période   | MC               | V                | D                | %V               | MC       | V        | D        | %V       | Récompenses                  |
| #                       | Nom                | Période   | Saison régulière | Saison régulière | Saison régulière | Saison régulière | Playoffs | Playoffs | Playoffs | Playoffs | Récompenses                  |
| ----------------------- | ------------------ | --------- | ---------------- | ---------------- | ---------------- | ---------------- | -------- | -------- | -------- | -------- | ---------------------------- |
| Rochester Royals        |                    |           |                  |                  |                  |                  |          |          |          |          |                              |
| 1                       | Les Harrison *     | 1948-1955 | 476              | 296              | 181              | 62,0%            | 38       | 19       | 19       | 50,0%    | 1 titre NBA (1951)           |
| 2                       | Bobby Wanzer *     | 1955-1957 | 144              | 62               | 82               | 43,0%            | —        | —        | —        | —        |                              |
| Cincinnati Royals       |                    |           |                  |                  |                  |                  |          |          |          |          |                              |
| —                       | Bobby Wanzer *     | 1957-1958 | 90               | 36               | 54               | 40,0%            | 2        | 0        | 2        | 0%       |                              |
| 3                       | Tom Marshall       | 1958-1960 | 129              | 35               | 94               | 27,1%            | —        | —        | —        | —        |                              |
| 4                       | Charles Wolf       | 1960-1963 | 239              | 118              | 121              | 49,4%            | 16       | 7        | 9        | 43,8%    |                              |
| 5                       | Jack McMahon       | 1963-1967 | 321              | 187              | 134              | 58,3%            | 23       | 8        | 15       | 34,8%    |                              |
| 6                       | Ed Jucker *        | 1967-1969 | 164              | 80               | 84               | 48,8%            | —        | —        | —        | —        |                              |
| 7                       | Bob Cousy *        | 1969-1972 | 248              | 99               | 149              | 39,9%            | —        | —        | —        | —        |                              |
| Kansas City-Omaha Kings |                    |           |                  |                  |                  |                  |          |          |          |          |                              |
| —                       | Bob Cousy *        | 1972-1973 | 102              | 42               | 60               | 41,2%            | —        | —        | —        | —        |                              |
| 8                       | Draff Young *      | 1973      | 3                | 0                | 3                | 0%               | —        | —        | —        | —        |                              |
| 9                       | Phil Johnson       | 1973-1975 | 140              | 71               | 69               | 50,7%            | 6        | 2        | 4        | 33,3%    | Entraîneur de l'année (1975) |
| Kansas City Kings       |                    |           |                  |                  |                  |                  |          |          |          |          |                              |
| —                       | Phil Johnson       | 1975-1978 | 201              | 84               | 117              | 41,8%            | —        | —        | —        | —        |                              |
| 10                      | Larry Staverman    | 1978      | 45               | 18               | 27               | 40,0%            | —        | —        | —        | —        |                              |
| 11                      | Cotton Fitzsimmons | 1978-1984 | 492              | 248              | 244              | 50,4%            | 26       | 9        | 17       | 34,6%    | Entraîneur de l'année (1979) |
| 12                      | Jack McKinney      | 1984      | 9                | 1                | 8                | 11,1%            | —        | —        | —        | —        |                              |
| —                       | Phil Johnson       | 1984-1985 | 73               | 30               | 43               | 41,1%            | —        | —        | —        | —        |                              |
| Sacramento Kings        |                    |           |                  |                  |                  |                  |          |          |          |          |                              |
| —                       | Phil Johnson       | 1985-1987 | 128              | 51               | 77               | 39,8%            | 3        | 0        | 3        | 0%       |                              |
| 13                      | Jerry Reynolds *   | 1987      | 60               | 22               | 38               | 36,7%            | —        | —        | —        | —        |                              |
| 14                      | Bill Russell       | 1987-1988 | 58               | 17               | 41               | 29,3%            | —        | —        | —        | —        |                              |
| —                       | Jerry Reynolds *   | 1988-1990 | 110              | 34               | 76               | 30,9%            | —        | —        | —        | —        |                              |
| 15                      | Dick Motta         | 1990-1991 | 161              | 48               | 113              | 29,8%            | —        | —        | —        | —        |                              |
| 16                      | Rex Hughes         | 1991-1992 | 57               | 22               | 35               | 38,6%            | —        | —        | —        | —        |                              |
| 17                      | Garry St. Jean     | 1992-1997 | 395              | 159              | 236              | 40,3%            | 4        | 1        | 3        | 25,0%    |                              |
| 18                      | Eddie Jordan       | 1997-1998 | 97               | 33               | 64               | 34,0%            | —        | —        | —        | —        |                              |
| 19                      | Rick Adelman       | 1998-2006 | 624              | 395              | 229              | 63,3%            | 69       | 34       | 35       | 49,3%    |                              |
| 20                      | Eric Musselman     | 2006-2007 | 82               | 33               | 49               | 40,2%            | —        | —        | —        | —        |                              |
| 21                      | Reggie Theus *     | 2007-2008 | 106              | 44               | 62               | 41,5%            | —        | —        | —        | —        |                              |
| 22                      | Kenny Natt *       | 2008-2009 | 58               | 11               | 47               | 19,0%            | —        | —        | —        | —        |                              |
| 23                      | Paul Westphal      | 2009-2012 | 171              | 51               | 120              | 29,8%            | —        | —        | —        | —        |                              |
| 24                      | Keith Smart        | 2012-2013 | 141              | 48               | 93               | 34,0%            | —        | —        | —        | —        |                              |
| 25                      | Michael Malone     | 2013-2014 | 106              | 39               | 67               | 36,8%            | —        | —        | —        | —        |                              |
| 26                      | Tyrone Corbin      | 2014-2015 | 28               | 7                | 21               | 25,0%            | —        | —        | —        | —        |                              |
| 27                      | George Karl        | 2015-2016 | 112              | 44               | 68               | 39,3%            | —        | —        | —        | —        |                              |
| 28                      | Dave Joerger       | 2016-2019 | 326              | 98               | 148              | 39,8%            | —        | —        | —        | —        |                              |
| 29                      | Luke Walton        | 2019-2021 | 161              | 68               | 93               | 42,2%            | —        | —        | —        | —        |                              |
| 30                      | Alvin Gentry       | 2021-2022 | 65               | 21               | 41               | 36,9%            | —        | —        | —        | —        |                              |
| 31                      | Mike Brown         | 2022-2024 | 195              | 107              | 88               | 54,9%            | 7        | 3        | 4        | 42,9%    | Entraîneur de l'année (2023) |
| 32                      | Doug Christie *    | 2024-     | 51               | 27               | 24               | 52,9%            | —        | —        | —        | —        |                              |